# Campsiura angolensis
Campsiura angolensis är en skalbaggsart som beskrevs av Ernst Gustav Kraatz 1883. Campsiura angolensis ingår i släktet Campsiura och familjen Cetoniidae. Utöver nominatformen finns också underarten C. a. latevittata.